# Gefecht bei Stresetitz
In der Schlussphase der Schlacht von Königgrätz (3. Juli 1866) führten zwei österreichische Kavallerie-Divisionen im Gefecht bei Stresetitz und bei Rosberitz-Langenhof starke Kavallerie-Attacken zur Entlastung der geschlagenen Infanterie. Es handelte sich um eine der letzten großen Kavallerieschlachten des 19. Jahrhunderts, wobei etwa 8000 Reiter im Gefecht standen. Im Kampf standen in zwei separaten Gefechten 39,5 österreichische etwa 31 preußischen Schwadronen gegenüber. Der Angriff der Hessen-Kürassiere bei Rosberitz warf die preußische Kavallerie-Brigade unter Generalmajor Georg von der Groeben auf Langenhof zurück. Gleichzeitig wurde bei Stresetitz eine Attacke der 3. Reserve-Kavallerie-Division gegen preußische Dragoner mit wechselhaften Erfolg ausgeführt. An der allgemeinen Niederlage der Österreicher änderten diese Reiterangriffe nichts.

## Vorgeschichte

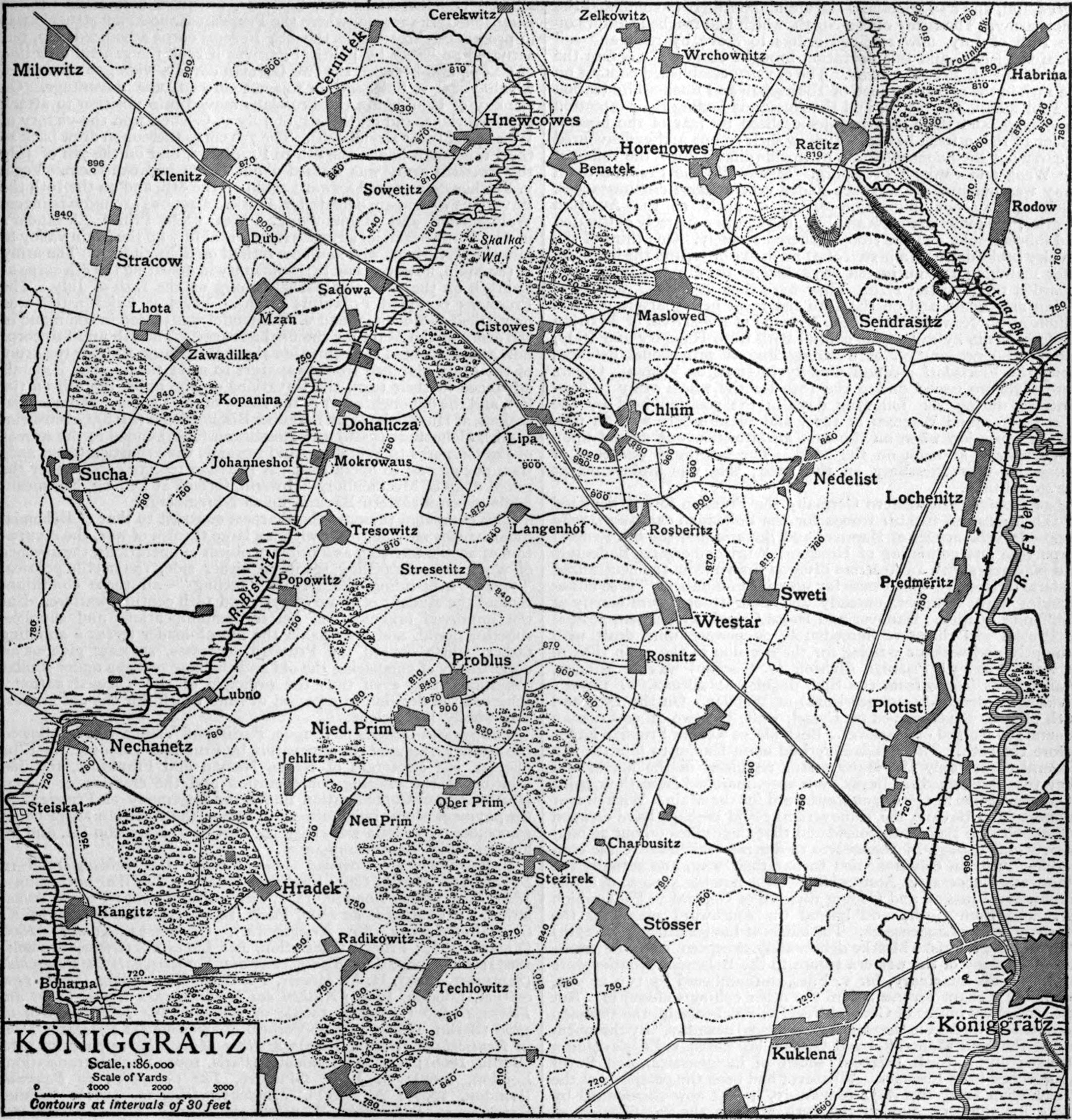
Karte zum Schlachtfeld

Der Anmarsch der preußischen 2. Armee hatte sich aufgrund ungünstiger Wetterbedingungen verzögert. Der österreichische Feldzeugmeister von Benedek hatte am Höhepunkt der Schlacht bei Königgrätz noch gegen Mittag des 3. Juli beabsichtigt, im Swiepwald einen Gegenangriff anzusetzen. Als die Meldung des Anmarsches der preußischen 2. Armee auf das Schlachtfeld eintraf, wurde die Bedrohung des rechten Flügels offenbar und eine sofortige Umgruppierung des aufgegebenen Angriffs notwendig. Die Brigaden des österreichischen II. und IV. Korps unter den Generalen Anton Mollinary von Monte Pastello und Karl von Thun und Hohenstein mussten eiligst ihre alten Positionen zwischen Chlum und Nedelist wieder einnehmen. Der Rückzug des IV. Korps aus dem Swiepwald erfolgte eilig, das II. Korps zog sich langsamer zurück und konnte dabei einen schwachen Angriff der preußischen Kavallerie abweisen.

### Eingreifen des Preußischen Gardekorps
Nachdem der Kronprinz von Preußen die Lage erfasst hatte, setzte er seine Infanterie sofort gegen den gegnerischen rechten Flügel zum Angriff an. Auf Befehl des Obersten Kraft zu Hohenlohe schossen sich die Batterien des preußischen Gardekorps aus der erreichten Linie Žíželeves, Racitz und Habrina auf die österreichische Verteidigungsstellung zwischen Horenowes und Trotina ein. Das Artilleriefeuer zwischen der Artillerie des Gardekorps und 5 österreichischen Batterien konzentrierte sich im südöstlichen Raum von Horenowes. Mit sieben weiteren Batterien verstärkt, hatte die preußische Artillerie einen überwältigenden Vorteil gegenüber dem Feind: 90 preußische Geschütze standen gegen 40 österreichische Geschütze. Um 13.00 Uhr erreichte die 1. Gardedivision (General Wilhelm Hiller von Gaertringen) das Dorf Horenowes. Die 2. Gardedivision (General Heinrich von Plonski) näherte sich mit der mittleren Kolonne dem Dorf Žíželeves. Im Osten marschierte das VI. Korps unter General Louis von Mutius auf Racitz, wobei die 11. Division rechts und die 12. Division (Generalleutnant von Prondzynski) links vom Trotina-Fluss vorging. Beide Einheiten wollten unbedingt eingreifen, bevor das V. Armeekorps (General der Infanterie Karl Friedrich von Steinmetz) herankam, das hinter dem VI. Korps nachfolgte.
Während die österreichische 2. leichte Kavallerie-Division unter Generalmajor Emmerich von Thurn und Taxis an der Elbe sicherte, indem sie eine Position westlich von Lochnitz einnahm, besetzte die preußische 12. Division das Dorf Sendrasitz. In Racitz und am unteren Trotina stießen Truppen des Generalleutnant Heinrich Adolf von Zastrow (11. Division) auf nur schwache Teile der Brigade des Generalmajor Gustav von Henriquez (II. Korps), welche aufgrund der offenen linken Flanke entlang der Elbe nach Lochnitz zurückwich. Um 14 Uhr war das österreichische IV. Korps schließlich aus ihren Stellungen zwischen Maslowed nach Horenowes hinausgedrängt und die preußische Armee übernahm die dortigen Höhenstellungen. Die Brigade des Obersten Emmerich von Fleischhacker und das 7. Husaren-Regiment sicherte bis zuletzt im Raum Cistowes. Mit dem Zusammenbruch des rechten Flügels musste auch sie sich auf eine Position zwischen Lipa und Langenhof zurückziehen. Von dort bis Wsestar bildete die österreichische Reserve eine aus 120 Kanonen gesicherte Schlachtlinie, welche die Preußen aufhalten sollte. Die preußische 1. Infanterie-Brigade griff den Abhang hinunter gegen Rosberitz an.
Das I. und VI. Korps verteidigte sich in Rosberitz, um den preußischen Vormarsch zu stoppen, wurden jedoch zurückgedrängt. Im Osten passierte derweil die preußische 11. Division Sendrasitz und drang in Nedelist ein. Gleichzeitig überquerten fünf Bataillone der 12. Division im gleichnamigen Dorf den Fluss Trotina und folgten der Hauptstraße nach Königgrätz.

### Kampf um Chlum

Václav Sochor: Die Batterie der Toten

Mit Unterstützung von 70 Kanonen drangen die Preußen zum Schlüsselpunkt der österreichischen Stellung bei Chlum durch. Die Verteidigung von Chlum war Oberst Carl von Eppan anvertraut, Oberst Slaveczi führte dabei das 46. Infanterie-Regiment Sachsen-Meiningen und das 62. Infanterie-Regiment „König von Bayern“. Kurz nach 13.00 befahl der Brigadier Karl von Appiano, dass seine Brigade, die unter feindlichem Feuer litt, das Dorf räumen sollte. Die Artillerie des österreichischen III. Korps versuchte die Front der feindlichen Infanterie zu stoppen. Ein Bataillon des 46. Infanterie-Regiments verteidigte sich noch südlich des Dorfes. Die 7. Batterie unter Hauptmann August von der Groeben versuchte den Vormarsch der Preußen aus Chlum zu verhindern. Dabei wurde die später sogenannte „Batterie der Toten“ vom Norden her im Rücken angegriffen und völlig vom preußischen 1. Garde-Infanterie-Regiment überrannt. Die Batterie verlor neben 53 Soldaten und 68 Pferden auch sieben ihrer acht Kanonen, aber die Tat der noch südöstlich Chlum haltenden Brigade ermöglichte es der Brigade Appiano sich abzusetzen. Nach der Eroberung von Chlum fielen den Preußen innerhalb weniger Minuten 14 feindliche Geschütze in die Hände. Die Reserve-Artillerie des preußischen Gardekorps wurde auf den östlichen Anhöhen von Chlum in Stellung gebracht. Von allen Seiten rissen die Dreyse-Zündnadelgewehre große Lücken in die österreichischen Kolonnen. Die Abteilung des Oberstleutnant Freiherr von Schimmelpenning wurde eingekreist und musste mit 600 Soldaten kapitulieren. Die Brigade Appiano zog sich nach schweren Verlusten in Richtung auf Sweti und Königgrätz zurück. Feldmarschallleutnant Thun schien die Schlacht aufgegeben zu haben und beschloss, seine Truppen am Ufer der oberen Elbe zur Festung Königgrätz zu retten – eine Tat die den Rückzug der übrigen Benedek-Armee in eine ernste Lage brachte. Später bemühte sich Thun dadurch zu rechtfertigen, dass er den Rückzug der Einheiten der Brigade Henriquez befohlen hatte, nachdem eine halbe Stunde zuvor die Preußen Chlum besetzt hatten und bereits die Überquerung des Flusses bei Predmeritz begannen.
Benedek konnte nicht glauben, dass die wichtigen Positionen in Chlum gefallen waren. Er befahl sofort einen Gegenangriff, um Chlum zurückzugewinnen. Auch der stellvertretende Kommandeur des IV. Korps, General von Mollinary und der Kommandeur des VI. Korps, Wilhelm von Ramming plädierten dafür einen Gegenangriff auf Chlum zu starten. Um 15:30 Uhr griff Ramming ohne Anweisung von Benedek mit zwei intakten Brigaden unter Oberst Ferdinand von Rosenzweig an, um Rosberitz zu sichern und Chlum zurückzuerobern. Zur gleichen Zeit verdoppelten österreichische Geschütze ihre Feuerkraft auf Langenhof, um den Angriff zu unterstützen. Der Gegenangriff den die 1. Reserve-Kavallerie-Division unterstützen sollte, traf auf drei preußische Gardebataillone, die von Oberst Bernhard von Kessel befehligt wurden. Kessels Gardisten drängten nach Süden weiter vor und besetzten Rosberitz. Seine Einheiten nahmen an einem rechtzeitigen Angriff der 11. Division (aus Richtung Nedelist) teil, zerschlugen Rosenzweigs Brigade und zwangen die feindlichen Truppen zur Flucht nach Rosberitz. Während der Schlacht fiel General Hiller von Gärtringen, nachdem er von einem Granatsplitter getroffen worden war, seine Truppen behielten aber Chlum fest in ihren Händen.

### Rückzug der österreichischen Armee
Dem Ermessen der Situation um 16.00 Uhr gab Generalstabschef von Helmut von Moltke schließlich der preußischen 1. Armee den Befehl, im Zentrum vorzugehen. Mit dem Zerfall der österreichischen Front zog sich das österreichische III. und X. Korps über die Linie Langenhof und Rosnitz zurück. Mittlerweile war auch die preußische Brigade Alvensleben im Osten erfolgreich und besetzte nach einem heftigen Zusammenstoß mit den Resten der Brigade Fleischhacker, die ihren Rückzug von Cistowes durchführte, den Wald von Lipa. Unmittelbar nach dem Verlust des Waldes von Lipa erstürmte die mittlere Kolonne der 2. Garde-Division auch das Dorf Lipa.
Zur Entlastung der schwer ringenden Infanterie attackierten schließlich noch zwei österreichische Kavallerie-Divisionen im Gefecht bei Stresetitz und bei Rosberitz-Langenhof, hier standen 39,5 österreichische etwa 31 preußischen Schwadronen gegenüber.

## Reitergefecht zwischen Rosberitz und Langenhof
Zwischen 15.30 und 16.00 Uhr nahm die preußische 1. Armee im Zentrum zwischen Sadowa und Mokrowous den Vormarsch wieder auf. Ihre Spitzen erreichten bereits Langenhof und Stresetitz, von Norden her stand die Garde-Infanterie der 2. Armee vor dem Dorf Lipa. Das folgende Reitergefecht entbrannte, nachdem sich die österreichischen Brigaden Leiningen, Friedrich von Mondel und Knebel (X. Korps) gerade aus dem Raum Rosberitz absetzten, wo sich zuletzt noch das Infanterie-Regiment Deutschmeister und Teile der Brigade Poschacher gehalten hatten. In dieser Situation war nur mehr ein geordnetes Absetzen unter Vermeidung der Zerschlagung der eigenen Kräfte zu erreichen. Zu dieser Zeit standen noch Truppen der österreichischen Brigaden Rosenzweig und Poschacher in Rosbèritz. Die österreichische 1. Reserve-Kavallerie-Division marschierte rechts der Infanterie-Brigade Abele im Raum westlich Wschestar und Rosnitz auf. Die Kavallerie-Brigade Schindlöcker war zuvor von Chlum parallel der Straße auf Wschestar zurückgegangen. Die Kavallerie-Brigade Solms war nach Langenhof gerückt und nach heftigen Feuer von da gegen Rosnitz ausgewichen. Die Brigade Solms hatte rechts das Regiment Hessen, links Ferdinand-Kürassiere aufgestellt.
Die preußische Kavalleriebrigade Groeben (Husaren-Regiment 12 und 4. und 5. Eskadron des Dragoner-Regiment 3) erreichte Lipa, als sie um 16.10 Uhr von der österreichische Reiter-Brigade Schindlöcker (Kürassier-Regimenter 9 und 11) der 1. Reserve-Kavallerie-Division (Prinz von Holstein) angegriffen wurde, welche Befehl hatte den Rückzug der österreichischen Armee zu decken. Die preußische Brigade Groeben griff mit dem 3. Neumärkischen Dragoner-Regiment und dem 12. Husaren-Regiment über Langenhof an. Die 1., 2. und 3. Eskadron des Dragoner-Regiments 3 schwenkte bis in Richtung Stresetitz aus. Das preußische Husaren Regiment Nr 12. (Oberst Barnekow) setzte zur Attacke gegen die sich absetzende Brigade Leiningen an. Das Kürassier-Regiment 11 folgte als zweites Treffen in den Kampf. Nachdem Generalmajor Groeben den Husaren persönlich die Stoßrichtung südlich des Dorfes Rosberitz vorgab, folgten dieser Bewegung 6 Schwadronen. Die dafür nötige halblinks Schwenkung kam infolge verstärkten Tempos nicht vollständig zur Ausführung. Die Husaren begannen aus der Kolonnen-Linie in schräger Schwenkung ihre Attacke gegen die feindliche Infanterie, während die nicht auf gleicher Höhe kommenden Dragoner, nach rechts Staffeln formierten. Als der linke Flügel der preußischen Husaren auf der Dorfstraße durchritt, erhielten sie Flankenfeuer durch die Infanterie der Reste der Brigade Leiningen und Mondel sowie durch das 28. Jäger-Bataillon der Brigade Knebel.

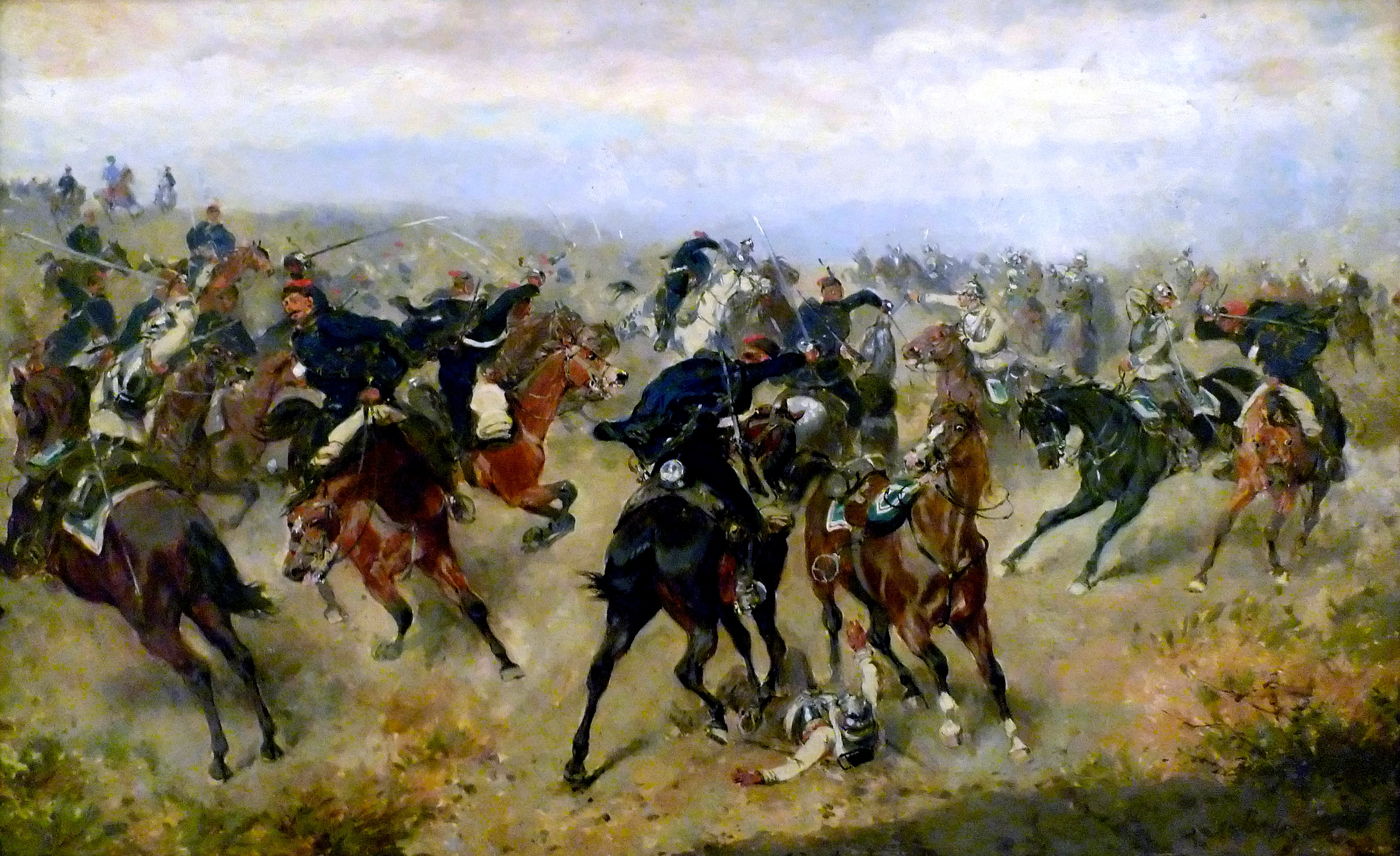
Gefecht zwischen k.k. Husaren und preußischen Kürassieren (Alexander von Bensa, 1866)

Nach dem Abschwenken der preußischen 12. Husaren aus dem feindlichen Salvenfeuer, bewegte sich diese in langsamen Galopp nach rechts rückwärts, als sie aus der Richtung von Rosnitz unerwartet durch gegnerische Kavallerie angegriffen wurde. Sobald die preußische Kavallerie bei Langenhof erschienen war, hatte die Brigade Schindlöcker Befehl zur Attacke erhalten. Das Kürassier-Regiment Stadion, gefolgt von 2 Schwadronen Kaiser-Kürassiere, konnte sich nicht vollständig entwickeln, nur die 4. und halbe 3. Eskadron kamen vorerst zum Angriff. Das preußische 12. Husaren-Regiment war nicht in der Lage diesem Gegner alleine zu parieren, so schwenkte eilig eine Schwadron der 3. Dragoner rechts gegen die gegnerischen Kürassiere ein. Beim folgenden Gefecht wurden die Dragoner durch die Stadion-Kürassiere in völlige Auflösung zersprengt, obgleich sie noch links durch die 4. Dragoner-Eskadron Unterstützung erhielt, während auf österreichischer Seite das zweite Treffen der Kaiser-Kürassiere und das Regiment Nikolaus-Husaren eingriff. Als die Brigade Schindlöcker an der Chaussee über Rosbèritz die Verfolgung der preußischen Husaren aufnahm, fiel ihr wiederum ein neuer Gegner in die rechte Flanke. Das pommersche Ulanen-Regiment Nr. 4 (Oberst von Kleist) führte einen Flankenangriff gegen die Stadion-Kürassiere und entlastete damit die auf Langenhof zurückflutende Brigade Groeben.

### Österreicher

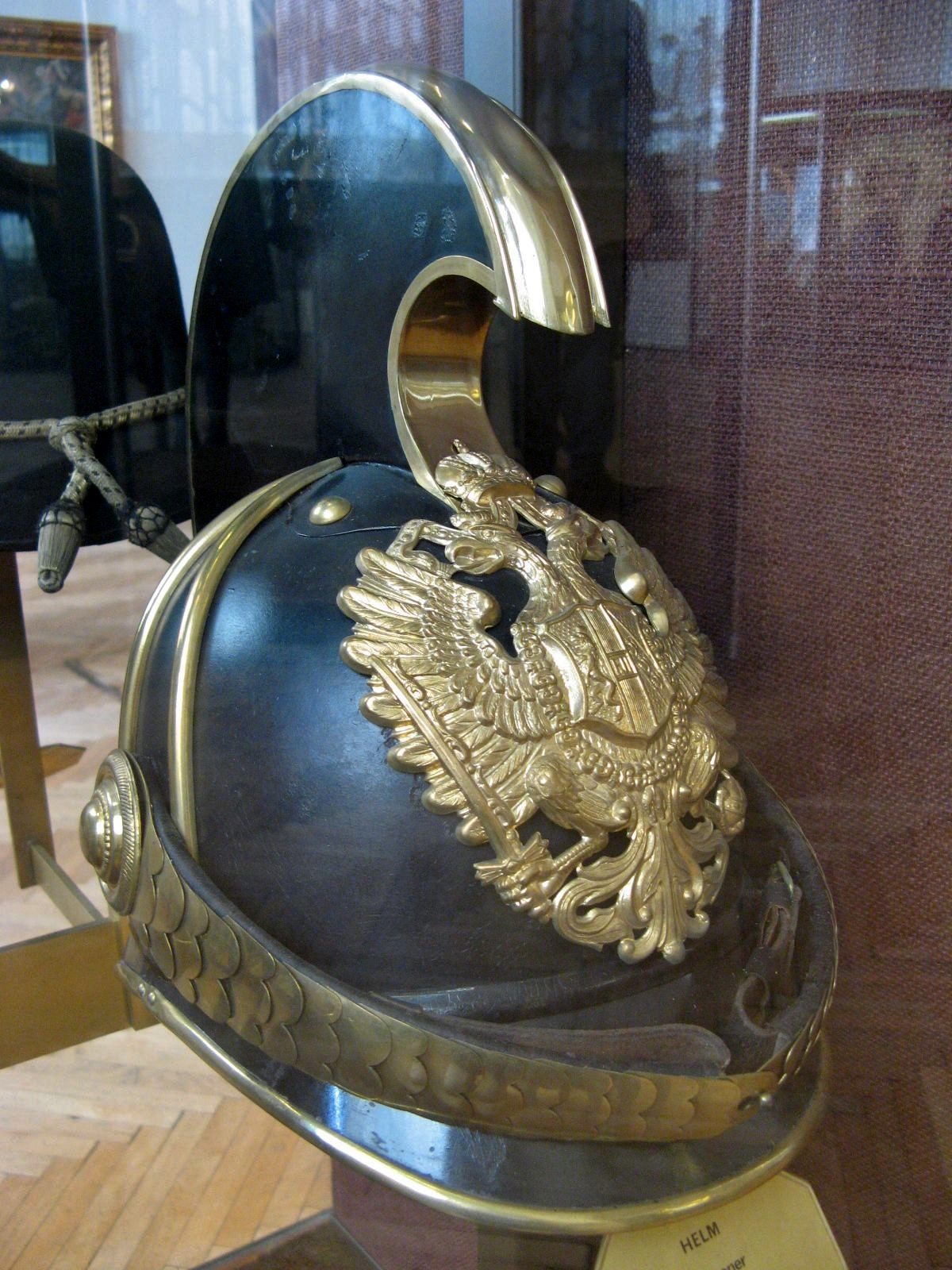
k.u.k. Dragoner-Helm

1. Reserve-Kavallerie-Division, FML Wilhelm von Schleswig-Holstein-Sonderburg
Brigade Generalmajor Eugen von Schindlöcker
- 9. Kürassier-Regiment (Stadion), Oberst Pollak, (590 Reiter)
- 11. Kürassier-Regiment (Kaiser Franz Joseph), Oberst Justin Graf Bolesta-Koziebrodzky
- 4. Ulanen Regiment (Kaiser Franz Joseph), Oberst Otto von Scholley
- 2. Husaren Regiment (Nikolaus), vom I. Korps, Oberst Heinrich Schemel Edler von Kühnritt (536 Reiter)

Brigade Generalmajor Prinz von Solms-Braunfels
- 4. Kürassier-Regiment (Kaiser Ferdinand), Oberst Joseph Berres Edler von Perez (462 Reiter)
- 6. Kürassier-Regiment (Hessen), Oberst Graf Constantin Thun-Hohenstein (524 Reiter)
- 8. Ulanen-Regiment (604 Reiter)

3. Reserve-Kavallerie-Division, Generalmajor Karl Graf von Coudenhove
Brigade Generalmajor Fürst Windischgrätz
- 2. Kürassier-Regiment (Wrangel), Oberst Edgar Graf Erbach-Fürstenau (599 Reiter)
- 8. Kürassier-Regiment (Prinz v. Preußen), Oberst Jakob von Baertling (603 Reiter)

Brigade Generalmajor Adolf von Mengen
- 10. Kürassier-Regiment (Bayern), Oberst Heinrich Esquire Isaacson (594 Reiter)
- 12. Kürassier-Regiment (Neipperg), Oberst Alexander Graf Pappenheim (552 Reiter)
- 11. Ulanen-Regiment (Alexander), Oberst Graf Eduard von Wickenburg (723 Reiter)

### Preußen

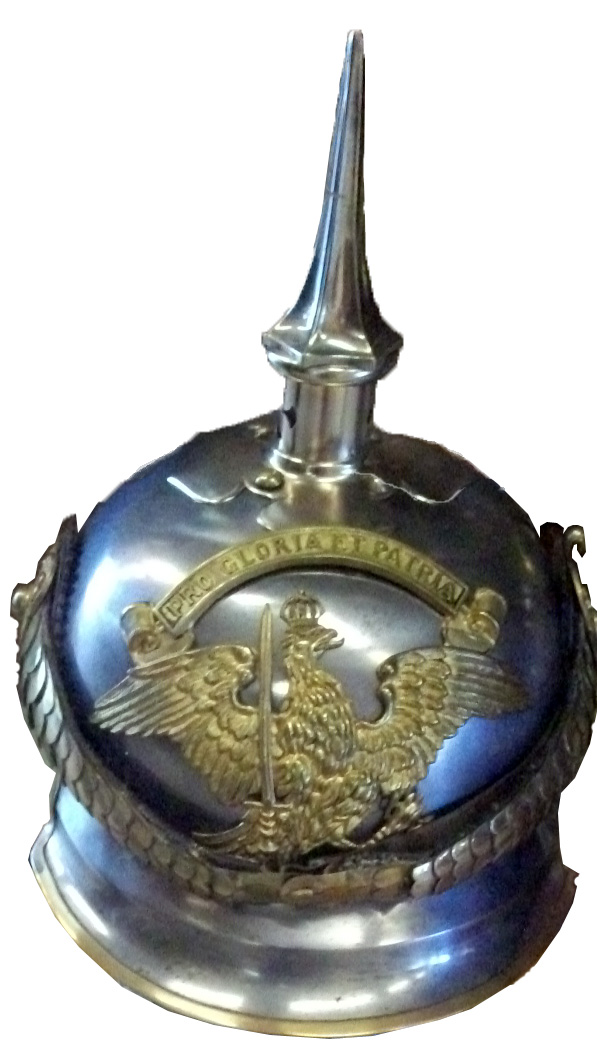
Preußischer Kürassierhelm

2. Kavallerie-Division, Generalmajor Hann von Weyhern
- 3. Leichte Brigade, Generalmajor von der Groeben
  - 12. Thüringisches Husaren-Regiment, Oberst von Barnekow
  - 3. Neumärkisches Dragoner-Regiment, Oberstleutnant von Willisen
- 2. Leichte Brigade, Generalmajor zu Mecklenburg
  - 3. Brandenburgisches Husaren-Regiment, Oberstleutnant von Kalkreuth
  - 11. Brandenburgisches Ulanen-Regiment, Oberstleutnant zu Hohenlohe
  - 2. Garde-Dragoner-Regiment, Oberst von Redern

1. Kavallerie-Division, Generalmajor von Alvensleben
- 1. Leichte Brigade, Generalmajor von Rheinbaben
  - 1. Garde-Dragoner-Regiment, Oberstleutnant von Barner
  - 1. Garde-Ulanen-Regiment, Oberstleutnant von Colomb
  - 2. Garde-Ulanen-Regiment, Oberst von Brandenburg
- Korpskavallerie:
  - Pommersches Ulanen-Regiment Nr. 4, Oberst von Kleist
  - Pommersches Husaren-Regiment Nr. 5, Oberst von Flemming

## Reitergefecht bei Stresetitz
Am südlichen Flügel des Schlachtfeldes gerieten derweil auch die Positionen der Sachsen auf den Anhöhen von Problus und im Brizer Wald ins Wanken. Ein Flankenangriff der Brigade Piret gegen den linken Flügel der preußischen Elbarmee hatte die Absicht, das wankende sächsische Korps zu stützen. Die preußische Kavallerie-Division Alvensleben (Brigade Pfuel und leichte Brigade Rheinbaben) hatte um 3 Uhr Befehl erhalten, sich über Johanneshof an den rechten Flügel der Elbarmee zu begeben und passierte mit der leichten Brigade Rheinbaben kurz nach 4 Uhr die Brücke bei Nechanitz.
Die österreichische 3. Reserve-Kavallerie-Division erhielt daher den Auftrag, die rechte Flanke der Brigade Piret (I. Korps) zu decken und zu verhindern, dass in der Talsenke zwischen Problus und Stresetitz feindliche Kavallerie hervorbreche. Das Thüringische Husaren-Regiment und die beiden linken Schwadronen der Neumärkischen Dragoner unter Oberstleutnant von Willisen ritten an Langenhof vorbei gegen Stresetitz vor. Kaum Deckung findend, wurden sie von Rosnitz her durch die Brigade des Fürsten Alfred von Windischgrätz angegriffen. Schon vor und während der Attacke wurde die Brigade Windisch-Grätz von preußischen Batterien und verschiedenen Infanterie-Abteilungen von Problus her beschossen. Das 2. Brandenburgische Ulanen-Regiment Nr. 11 (Oberstleutnant zu Hohenlohe) der Brigade des Prinzen von Mecklenburg war östlich von Stresetitz erschienen und attackierte den feindlichen linken Flügel. Der rechte Flügel der österreichischen Kürassier-Brigade setzte ihren Angriff in nördlicher Richtung gegen Langenhof fort. Die Pulks der 3. Dragoner und 2. und 8. Kürassiere bewegten sich in Richtung Westen. Weil dabei die 3. Dragoner angegriffen wurde, ging das soeben herankommende Ulanen-Regiment 11 aus dem östlichen Dorfausgang über den Hohlweg hinweg zum Angriff über. Der linke Flügel der 11. Ulanen, insbesondere die 4. Eskadron, wurde durch die zurückströmende 3. Dragoner in Richtung Westen mitgerissen. Während die 1. Eskadron der Ulanen die österreichischen Kürassiere in die Flanke stieß, gerieten die drei restlichen Eskadronen in den Rücken der Kürassiere, wurden aber ihrerseits von den österreichischen Wrangel-Kürassieren attackiert, welche ihrerseits in mehreren Staffeln vorstürmten. Trotz des Salvenfeuers des Infanterie-Regiments Nr. 35 wurde zwei preußische Batterien durch die Kürassiere durchritten, erst bei Langenhof wurde die weitere Verfolgung durch Kartätschenfeuer der preußischen Artillerie Einhalt geboten. Alle österreichischen Angriffe auf die Infanterieverbände des preußischen 35. und 49. Regiments wurden verlustreich abgeschlagen. Die Verlust der österreichischen Regimenter Prinz Karl und Graf Wrangel waren demzufolge sehr schwer und beliefen sich auf 378 Mann und 470 Pferde. Generalmajor Fürst Windischgrätz musste nach diesem Treffen verwundet das Schlachtfeld verlassen.
Die Spitze der über Problus im Anreiten befindlichen preußischen Kavalleriemasse wurde durch das l. Garde-Dragoner-Regiment gebildet. Die hinter der Brigade Windischgrätz jetzt ins Gefecht eintretende Kavallerie-Brigade des Generalmajor Mengen sah die preußische Reiterei in gerader Richtung von West nach Ost hervorbrechen und befahl sofort den Angriff. Das Ulanen-Regiment Alexander wurde links, das Kürassier-Regiment König von Bayern im ersten Treffen rechts angesetzt, das Kürassier-Regiment Graf Neipperg folgte dahinter. Das erste Treffen der Brigade Mengen wurde von den Gardereitern zersprengt, die Dragoner drängten die Ulanen teils nordwärts, teils auf Stresetitz und teils südwärts nach Problus ab. Ehe die schweren Bayern-Kürassiere durch Eindringen gegen die linke Flanke des Gegners dem Gefecht eine Wendung geben konnten, attackierten zusätzlich von Unter-Dohalitz her, die Blücher-Husaren der 3. Division des Generals August von Werder erfolgreich die Österreicher.
Oberstleutnant Graf Finckenstein rückte mit seinem Regiment heran, um sich auf die Ulanen zu werfen, aber die linken Flügel-Kompagnien zweier in einiger Entfernung stehenden Bataillone des Brandenburgischen Füsilier-Regiment Nr. 35 trieben die vergebens einen Ausgang suchenden Ulanen wieder auf Problus zu.
Die nach Süden ausgewichenen Teile der Alexander-Ulanen wurden dann an der Südostecke von Problus durch Kartätschenfeuer eingedeckt und wandten sich in weitem Bogen um Problus herum nördlich und liefen bei Stresetitz in die Lanzen des eben anpreschenden 1. Garde-Ulanen-Regiments hinein. Mit rücksichtsloser Heftigkeit suchten die Reiter durch die Intervalle der noch hinter ihnen stehenden Infanterie-Brigade Abele hinter Rosnitz und durch die Brigade Leiningen bei Wschestar zu entkommen, wobei wüste Unordnung und Panik erzeugt wurde. Die österreichische Division Coudenhove hatte allgemein hohe Verluste und zerstreute sich über den Großteil des Schlachtfeldes, ging teils hinter Briza, teils hinter der noch nordöstlich Klacow haltenden 2. Reserve-Kavallerie-Division zurück.

## Folgen

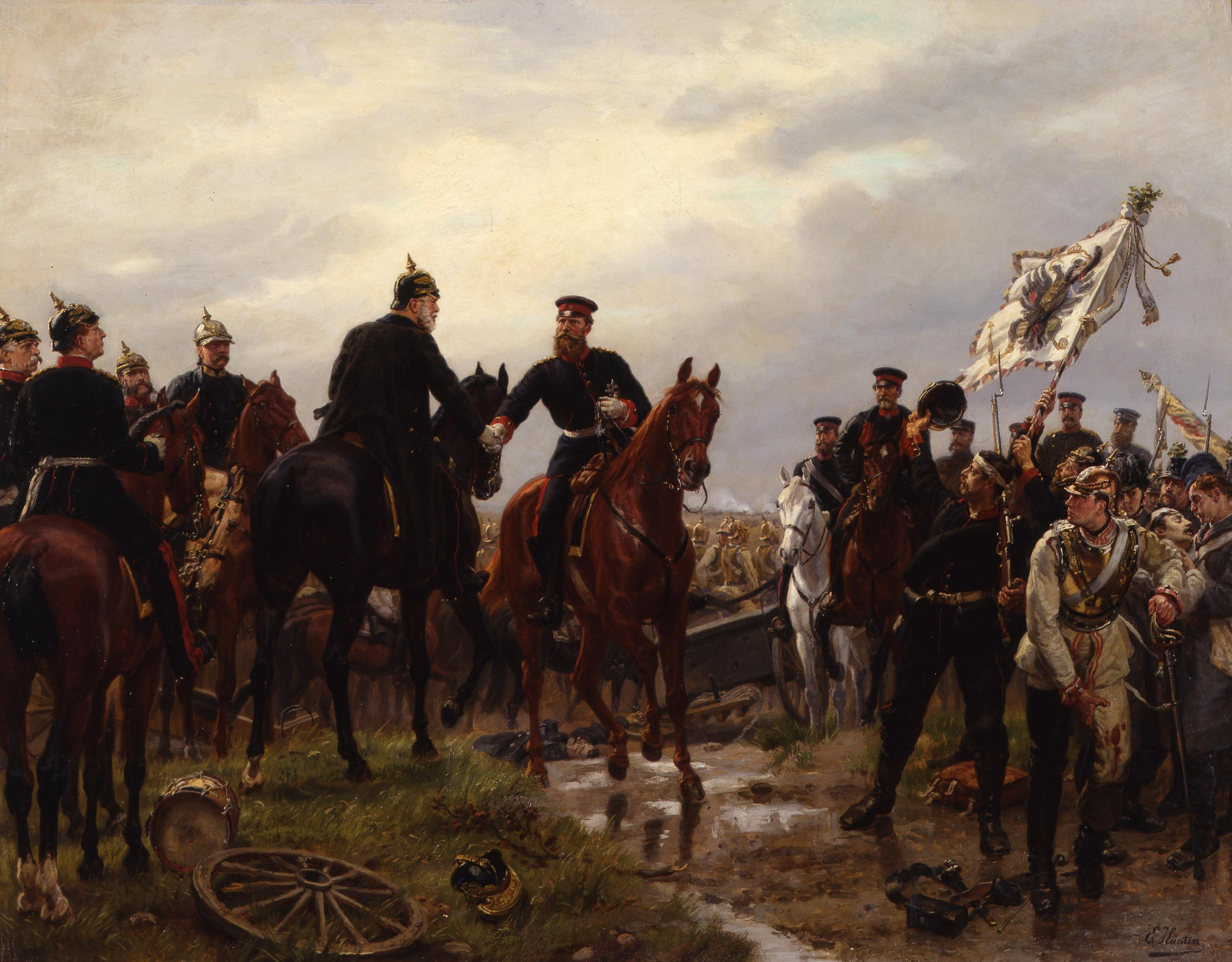
Wilhelm I. trifft nach der Schlacht auf den Kronprinzen, Wandgemälde von Emil Hünten für die Berliner Ruhmeshalle

Die Verluste der österreichischen Kavallerie betrugen 64 Offiziere, 1984 Soldaten und 1681 Pferde. Die Angriffe bewirkten aber, dass der Gegner länger als eine halbe Stunde festgehalten werden konnte. Die Division Coudenhove ging nahezu auf allen vorhandenen Brücken über die Elbe und sammelte sich in der Nacht bei Holitsch, Pardubitz und Königgrätz. Da eine Einkesselung der gesamten österreichischen Armee drohte, gab von Benedek gegen 17.00 Uhr die Schlacht auf und befahl den Rückzug auf die Festung Königgrätz. Das I. Korps unter FML Leopold Gondrecourt musste mit drei Brigaden die Preußen daran hindern, der österreichischen Hauptmacht den Rückzug abzuschneiden. Bei der Elbarmee konnte derweil die 14. Division unter General Hugo Eberhard zu Münster-Meinhövel die Sachsen mit seiner 27. Infanterie-Brigade unter General Emil von Schwartzkoppen aus dem Dorf Problus hinausdrängen. Die Verteidiger von Problus waren unter den letzten Bataillonen, die das Schlachtfeld verließen und bildeten die Nachhut der Österreicher. Bevor sich dieses Korps notdürftig vom Gegner lösen konnte, hatte es allein Verluste von 279 Offizieren und 10.000 Mann erlitten, davon waren 2800 Mann in Gefangenschaft geraten.